# Gran Premio de Checoslovaquia de Motociclismo de 1990
El Gran Premio de Checoslovaquia de Motociclismo de 1990 fue la decimotercera prueba de la temporada 1990 del Campeonato Mundial de Motociclismo. El Gran Premio se disputó el 26 de agosto de 1990 en el Circuito de Brno.

## Resultados 500cc
Con la séptima victoria del año y coincidiendo con el retiro del estadounidense Kevin Schwantz, Wayne Rainey se proclama campeón del Mundo de 500cc a dos pruebas de acabar la temporada y con 67 puntos de ventaja. Es el primer título de la carrera de Rainey.
| Pos.     | Piloto               | Equipo                         | Moto    | Tiempo     | Pts. |
| -------- | -------------------- | ------------------------------ | ------- | ---------- | ---- |
| 1        | Wayne Rainey         | Marlboro Team Roberts          | Yamaha  | +47:50.847 | 20   |
| 2        | Wayne Gardner        | Rothmans Honda Team            | Honda   | +2003      | 17   |
| 3        | Eddie Lawson         | Marlboro Team Roberts          | Yamaha  | +19.531    | 15   |
| 4        | Niall Mackenzie      | Lucky Strike Suzuki            | Suzuki  | +35.174    | 13   |
| 5        | Juan Garriga         | Ducados Yamaha                 | Yamaha  | +42.617    | 11   |
| 6        | Christian Sarron     | Sonauto Gauloises              | Yamaha  | +46.250    | 10   |
| 7        | Sito Pons            | Campsa Banesto                 | Honda   | +51.386    | 9    |
| 8        | Jean Philippe Ruggia | Sonauto Gauloises              | Yamaha  | +1:06.249  | 8    |
| 9        | Mick Doohan          | Rothmans Honda Team            | Honda   | +1:07.917  | 7    |
| 10       | Carl Fogarty         | Team ROC Elf La Cinq           | Honda   | +1:19.415  | 6    |
| 11       | Randy Mamola         | Cagiva Corse                   | Cagiva  | +1:38.932  | 5    |
| 12       | Ron Haslam           | Cagiva Corse                   | Cagiva  | +2:06.055  | 4    |
| 13       | Marco Papa           | Team ROC Elf La Cinq           | Honda   | +1 Vuelta  | 3    |
| 14       | Eddie Laycock        | Millar Racing                  | Honda   | +1 Vuelta  | 2    |
| 15       | Rachel Nicotte       | Plaisir Vitesse Internationale | Plaisir | +1 Vuelta  | 1    |
| 16       | Cees Doorakkers      | HRK Motors                     | Honda   | +1 Vuelta  |      |
| 17       | Martin Troesch       |                                | Honda   | +2 Vueltas |      |
| Ret      | Kevin Schwantz       | Lucky Strike Suzuki            | Suzuki  | Ret        |      |
| Ret      | Karl Truchsess       |                                | Honda   | Ret        |      |
| Ret      | Alex Barros          | Cagiva Corse                   | Cagiva  | Ret        |      |
| Ret      | Andreas Leuthe       | Librenti Corse                 | Honda   | Ret        |      |
| Sources: |                      |                                |         |            |      |

## Resultados 250cc
Con el cuarto triunfo de la temporada, el español Carlos Cardús mantienen una ventaja de diez puntos sobre el estadounidense John Kocinski, que fue segundo.
| Pos.    | Piloto               | Moto     | Tiempo    | Pts. |
| ------- | -------------------- | -------- | --------- | ---- |
| 1       | Carlos Cardús        | Honda    | 42.48.579 | 20   |
| 2       | John Kocinski        | Yamaha   | 42.49.466 | 17   |
| 3       | Helmut Bradl         | Honda    | 42.49.846 | 15   |
| 4       | Luca Cadalora        | Yamaha   | 43.10.606 | 13   |
| 5       | Dominique Sarron     | Honda    | 43.10.754 | 11   |
| 6       | Martin Wimmer        | Aprilia  | 43.22.013 | 10   |
| 7       | Àlex Crivillé        | Yamaha   | 43.25.531 | 9    |
| 8       | Wilco Zeelenberg     | Honda    | 43.29.048 | 8    |
| 9       | Jacques Cornu        | Honda    | 43.34.059 | 7    |
| 10      | Jochen Schmid        | Honda    | 43.45.285 | 6    |
| 11      | Alberto Puig         | Yamaha   | 43.59.846 | 5    |
| 12      | Paolo Casoli         | Yamaha   | 44.03.759 | 4    |
| 13      | Renzo Colleoni       | Aprilia  | 44.03.963 | 3    |
| 14      | Andreas Preining     | Aprilia  | 44.04.448 | 2    |
| 15      | José Barresi         | Yamaha   | 44.04.553 | 1    |
| 16      | Marcellino Lucchi    | Aprilia  | 44.30.424 |      |
| 17      | Bernd Kassner        | Honda    | 44.32.008 |      |
| 18      | Patrick Igoa         | Aprilia  | 44.32.258 |      |
| 19      | Jorge Martínez Aspar | JJ Cobas | 44.44.460 |      |
| 20      | Hans Becker          | Yamaha   | 44.44.581 |      |
| 21      | Jean Foray           | Yamaha   | 44.45.386 |      |
| Ret     | Masahiro Shimizu     | Honda    | Ret       |      |
| Ret     | Loris Reggiani       | Aprilia  | Ret       |      |
| Ret     | Kevin Mitchell       | Yamaha   | Ret       |      |
| Ret     | Didier de Radiguès   | Aprilia  | Ret       |      |
| Ret     | Urs Jücker           | Yamaha   | Ret       |      |
| Ret     | Adrien Morillas      | Aprilia  | Ret       |      |
| Ret     | Corrado Catalano     | Aprilia  | Ret       |      |
| Ret     | Erich Neumair        | Yamaha   | Ret       |      |
| Ret     | Harald Eckl          | Aprilia  | Ret       |      |
| Ret     | Bernard Haenggeli    | Aprilia  | Ret       |      |
| DNS     | Andrea Borgonovo     | Aprilia  | DNS       |      |
| DNS     | Carlos Lavado        | Aprilia  | DNS       |      |
| Fuentes |                      |          |           |      |

## Resultados 125cc
El holandés Hans Spaan obtiene el quinto triunfo de la temporada y supera al italiano Loris Capirossi, seguido a tan solo 10 puntos del alemán Stefan Prein.
| Pos. | Piloto               | Moto      | Tiempo    | Pts. |
| ---- | -------------------- | --------- | --------- | ---- |
| 1    | Hans Spaan           | Honda     | 39.07.242 | 20   |
| 2    | Stefan Prein         | Honda     | 39.07.465 | 17   |
| 3    | Alessandro Gramigni  | Aprilia   | 39.09.166 | 15   |
| 4    | Gabriele Debbia      | Aprilia   | 39.09.227 | 13   |
| 5    | Heinz Lüthi          | Honda     | 39.09.437 | 11   |
| 6    | Dirk Raudies         | Honda     | 39.09.615 | 10   |
| 7    | Fausto Gresini       | Honda     | 39.09.919 | 9    |
| 8    | Jorge Martínez Aspar | JJ Cobas  | 39.10.054 | 8    |
| 9    | Alfred Waibel        | Honda     | 39.18.440 | 7    |
| 10   | Steve Patrickson     | Honda     | 39.23.101 | 6    |
| 11   | Bruno Casanova       | Honda     | 39.23.550 | 5    |
| 12   | Emilio Cuppini       | Honda     | 39.26.128 | 4    |
| 13   | Kinya Wada           | Honda     | 39.27.129 | 3    |
| 14   | Robin Appleyard      | Honda     | 39.27.253 | 2    |
| 15   | Flemming Kistrup     | Honda     | 39.27.587 | 1    |
| 16   | Robin Milton         | Honda     | 39.28.044 |      |
| 17   | Herri Torrontegui    | Honda     | 39.32.202 |      |
| 18   | Johnny Wickström     | JJ Cobas  | 39.33.123 |      |
| 19   | Hans Koopman         | Honda     | 39.42.696 |      |
| 20   | Luis Miguel Reyes    | Gazzaniga | 39.49.114 |      |
| 21   | Taru Rinne           | Honda     | 40.24.582 |      |
| 22   | Hervé Duffard        | Honda     | 40.25.206 |      |
| Ret  | Mike Leitner         | Honda     | Ret       |      |
| Ret  | Peter Öttl           | Rotax     | Ret       |      |
| Ret  | Thierry Feuz         | Honda     | Ret       |      |
| Ret  | Maurizio Vitali      | Gazzaniga | Ret       |      |
| Ret  | Stefan Brägger       | Aprilia   | Ret       |      |
| Ret  | Manuel Herreros      | JJ Cobas  | Ret       |      |
| Ret  | Adi Stadler          | JJ Cobas  | Ret       |      |
| Ret  | Doriano Romboni      | Honda     | Ret       |      |
| Ret  | Stefan Dörflinger    | Aprilia   | Ret       |      |
| Ret  | Hisashi Unemoto      | Honda     | Ret       |      |
| Ret  | Ralf Waldmann        | Rotax     | Ret       |      |
| Ret  | Loris Capirossi      | Honda     | Ret       |      |
| DSQ  | Julián Miralles      | JJ Cobas  | DSQ       |      |
| DSQ  | Stefan Kurfiss       | Honda     | DSQ       |      |